# 선택적 스플라이싱
선택적 스플라이싱(영어: alternative splicing)은 DNA의 전사 과정에서 특정 엑손을 건너 뛰고 접합을 하는 것이다. 택일적 접합이라고도 불린다. 이것은 스플라이스된 변이체 즉 스플라이스 변이체(splice variants)의 생성을 의미한다.
선택적 RNA 스플라이싱(alternative RNA splicing) 또는 차별적 스플라이싱(differential splicing)으로도 언급된다.

## 같이 보기
- FOSB
- 대체접합